# Légion hongroise
La légion  hongroise est le nom donné aux corps militaires hongrois qui combattent aux côtés des Italiens dans la péninsule italienne, notamment, contre l'ennemi commun, l'empire d'Autriche. Une légion italienne de 1 100 hommes commandée par le colonel Alessandro Monti (it) combat en Hongrie lors de la révolution de 1848. Cela crée des liens de frères d'armes entre les deux communautés de patriotes.

## Histoire
Dès 1848, 110 soldats commandés  par István Türr et 60 soldats commandés par Lajos Winkler combattent pour la république de Saint-Marc.
Avec le déclenchement de la deuxième guerre d'indépendance italienne, les Hongrois en exil se rassemblent à Gênes où est fondé le Comité national hongrois par Lajos Kossuth, László Teleki et György Klapka. Le 24 mai, la légion hongroise, Magyar Sereg Olaszhonban est fondée par décret royal et compte 3 200 hommes. Teleki et Türr combattent dans les chasseurs des Alpes de Garibaldi. Avec l'armistice de Villafranca, la légion est dissoute, les combattants se dispersent dans toute l'Europe.
Un certain nombre reste en Italie centrale, espérant une reprise de la guerre en raison des révolutions dans les différents petits duchés (Parme, Modène, Florence). Ils s'établissent à Plaisance et à Parme où ils forment une unité de hussards, mais leurs espoirs s’évanouissent avec l'annexion des duchés au royaume de Sardaigne.
Avec l'expédition des Mille, une légion hongroise est créée par Giuseppe Garibaldi,, en Sicile, en 1860. Elle est composée d'exilés et de soldats hongrois qui ont souvent combattu aux côtés d'autres unités garibaldiennes au cours des années précédentes, comme István Türr qui devient un des principaux collaborateurs de Garibaldi.
Cette légion est aussi appelée la brigade Eber du nom du colonel-brigadier Nándor Éber, correspondant du quotidien The Times et citoyen britannique qui a rejoint l'expédition à Palerme. La légion comprend le lieutenant-colonel Lajos Tüköry qui meurt lors de la prise de Palerme.

## Sources
- (it) Cet article est partiellement ou en totalité issu de l’article de Wikipédia en italien intitulé « Legione ungherese » (voir la liste des auteurs).